# HD 28143
HD 28143，又名CD-35 1704，SAO 194996、HR 1398，是一颗恒星，视星等为6.55，位于銀經236.23，銀緯-44.12，其B1900.0坐标为赤經4h 21m 14.1s，赤緯-34° -44.12′ 59″。